# Ctenactis

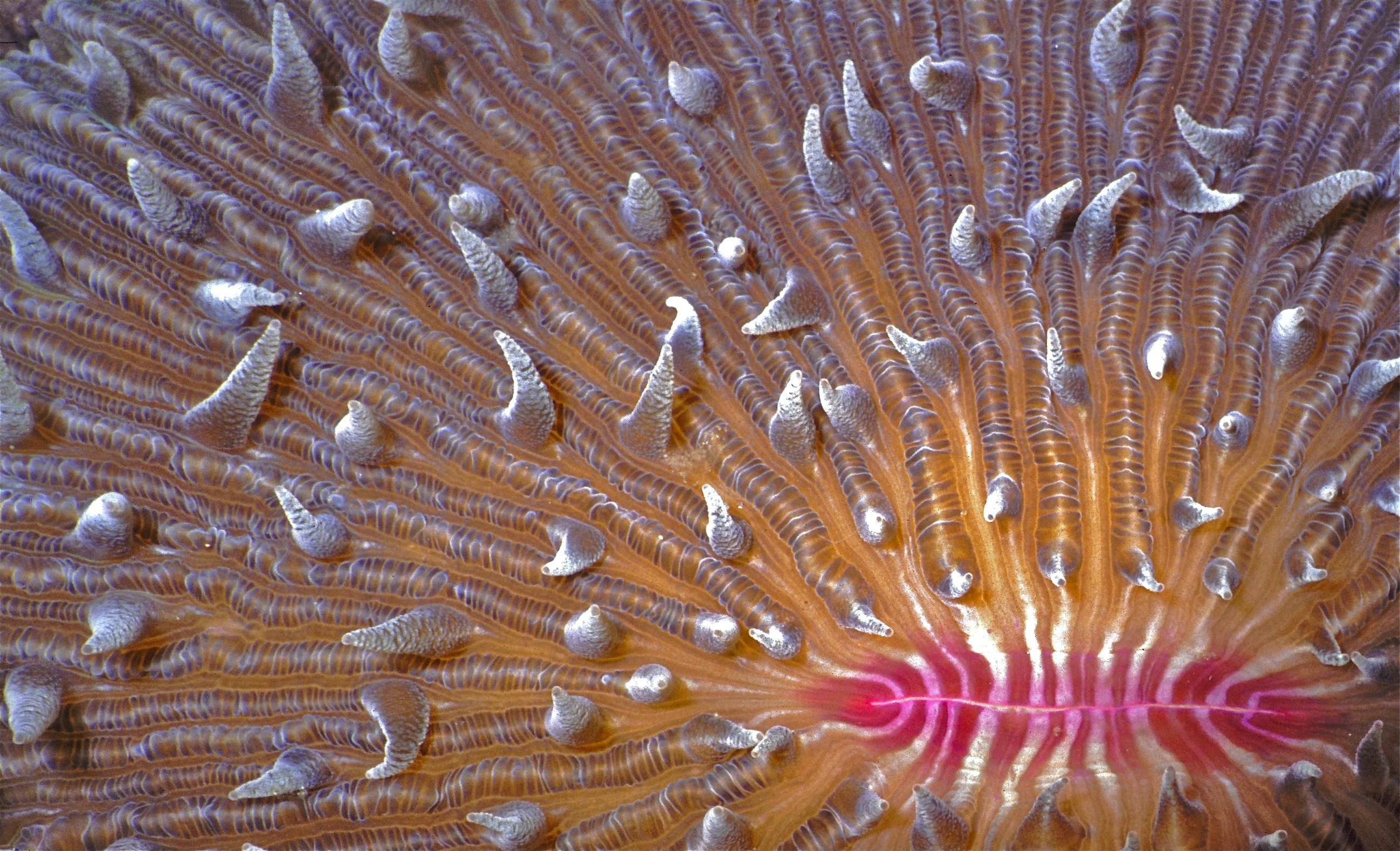
Boca y tentáculos de Ctenactis albitentaculata

Ctenactis es un género de corales que pertenece a la familia Fungiidae, del orden Scleractinia. 

## Taxonomía
Hasta muy recientemente, las especies de este género se han incluido en el género Fungia, como un subgénero, Fungia (ctenactis), pero el Registro Mundial de Especies Marinas, el Sistema Integrado de Información Taxonómica, y la Lista Roja de Especies Amenazadas, han actualizado su taxonomía, con base en estudios filogenéticos moleculares de la familia Fungiidae, reconociéndolo como género propio. 

## Especies
El Registro Mundial de Especies Marinas reconoce las siguientes especies en el género, siendo valorado su estado de conservación por la Lista Roja de Especies Amenazadas:
- Ctenactis albitentaculata Hoeksema, 1989. - Estado: Casi amenazada
- Ctenactis crassa (Dana, 1846). - Estado: Preocupación menor
- Ctenactis echinata (Pallas, 1766). - Estado: Preocupación menor

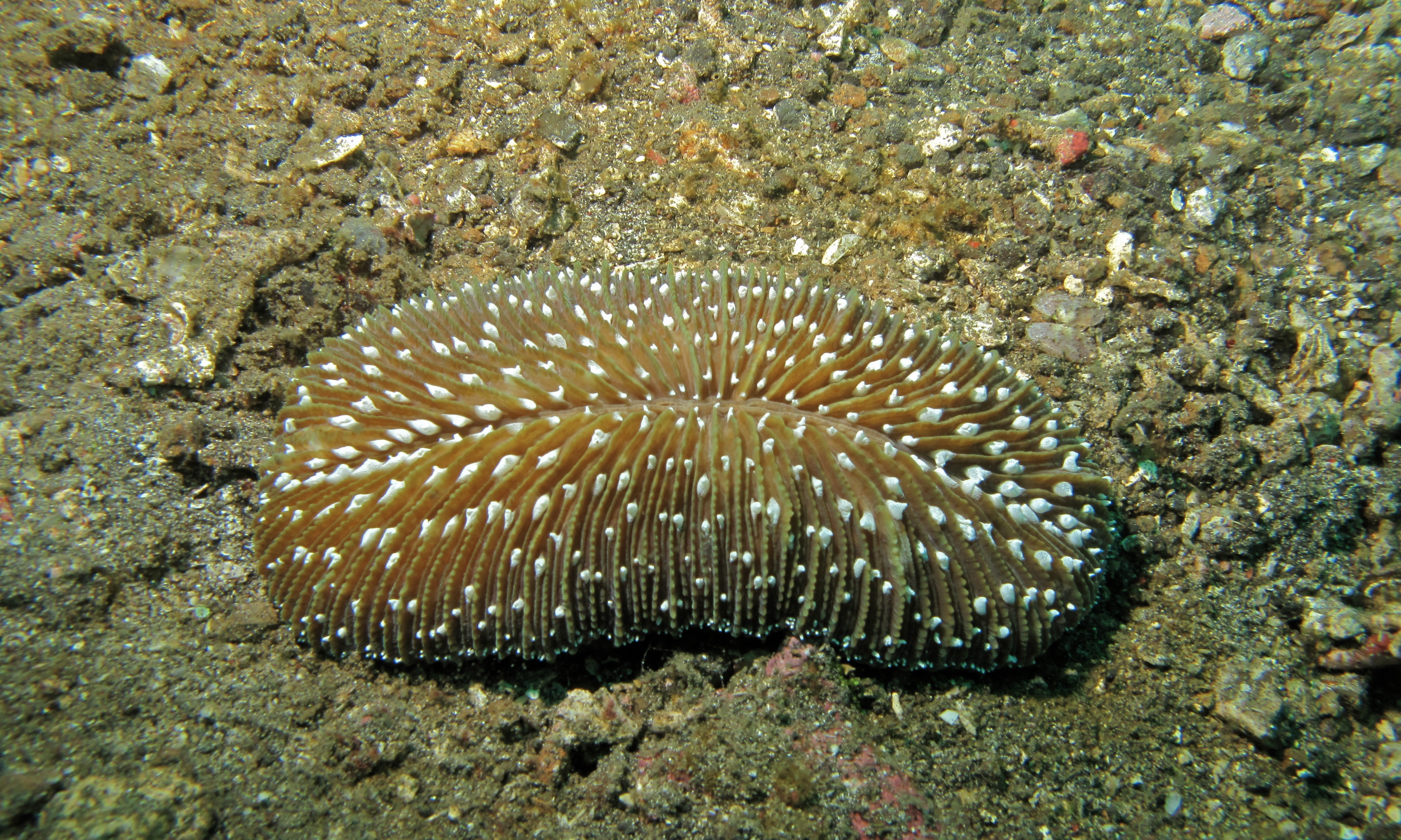
Ctenactis albitentaculata
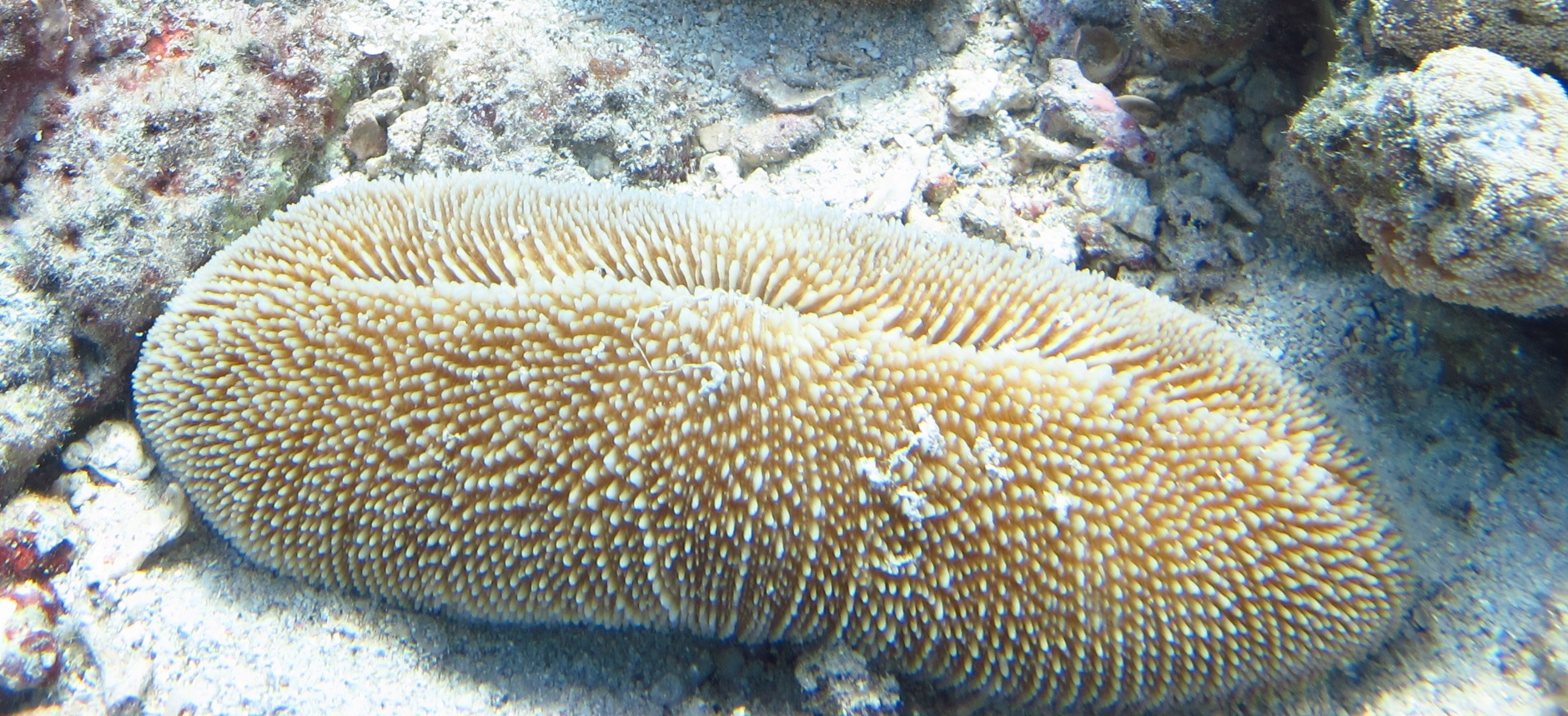
Ctenactis crassa
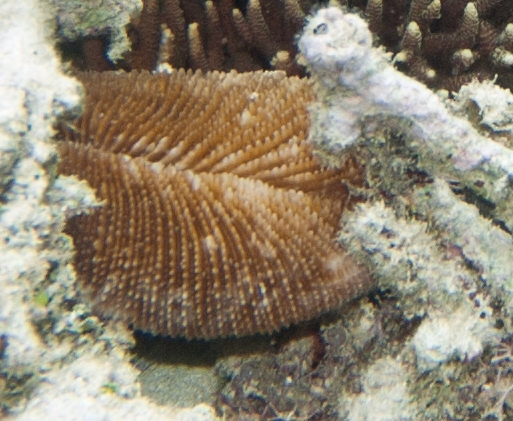
Ctenactis echinata

## Morfología
Los Ctenactis, como el resto de especies de la familia Fungiidae, son pólipos solitarios libres, que, cuando alcanzan la madurez, pueden desplazarse unos 30 cm diarios. Durante su juventud están anclados a rocas mediante una especie de tallo, que se romperá, dejando libre de movimientos al coral. 
Tienen la habilidad, tanto de quitarse sedimentos o restos de su superficie, como de recobrar su posición en caso de que hayan sido dados la vuelta, lo que consiguen hinchándose de agua como una bola y aprovechando las corrientes.
Secretan un esqueleto en forma oval, que de adultos se vuelve alargado, y de cuyo centro, en forma de surco, parten radialmente los septa hacia el perímetro. Los muros del corallum están granulados y perforados. Las denticiones de los septa son gruesas, y, tanto angulares, como lobuladas-redondeadas. Las espinas costales son relativamente grandes.
La boca, o bocas, del animal, ya que pueden tener una o varias, se encuentran en el surco central. Los tentáculos son pequeños y presentan unas células urticantes denominadas nematocistos, empleadas en la caza de presas de plancton. Durante el día suelen tener retraídos los tentáculos, extendiéndolos por la noche para cazar.
Los colores de los pólipos son marrón, o marrón pálido, con los tentáculos blancos en el caso de C. albitentaculata. 
Alcanzan los 48 cm de largo, lo que les convierte en los mayores pólipos solitarios entre los corales.

## Hábitat
Viven en arrecifes localizados en los mares tropicales, en zonas poco profundas, de 1 a 25 m, bien iluminadas y cercanas a las costas. Mayoritariamente se encuentran en fondos rocosos de laderas y en sustratos arenosos del arrecife, entre lagunas y zonas protegidas de oleaje.

## Distribución geográfica
Se distribuyen ampliamente en aguas tropicales del océano Indo-Pacífico, desde las costas orientales africanas hasta las islas del Pacífico central.

## Alimentación
Los tejidos del pólipo contienen algas simbióticas llamadas zooxantelas. Las algas realizan la fotosíntesis produciendo oxígeno y azúcares, que son aprovechados por los pólipos, y se alimentan de los catabolitos del coral (especialmente fósforo y nitrógeno). Esto les proporciona entre el 70 y el 95% de sus necesidades alimenticias. El resto lo obtienen atrapando plancton y materia orgánica disuelta en el agua.

## Reproducción
Se reproducen asexualmente mediante gemación, y sexualmente, lanzando al exterior sus células sexuales. En este tipo de reproducción, la mayoría de los corales liberan óvulos y espermatozoides al agua, siendo por tanto la fecundación externa. Los huevos una vez en el exterior, permanecen a la deriva arrastrados por las corrientes varios días, más tarde se forma una larva plánula que, tras deambular por la columna de agua, cae al fondo, se adhiere a él y comienza su vida sésil, secretando carbonato cálcico para conformar un esqueleto individual, o coralito.

## Mantenimiento
Como norma, los corales de la familia Fungiidae son fáciles de mantener en cautividad. Una luz moderada satisfará a la mayoría de las colonias aclimatadas al acuario. Respecto a la corriente, deberá ser moderada. 
Es una especie agresiva con otros corales. Su arma para conseguir espacio frente a otras especies, en orden a atrapar luz, es la liberación de un mucus con fuertes toxinas que dañará a otros corales. Por ello, deberemos dejar espacio a su alrededor.
Debemos alimentarlo con artemia, mysis u otros preparados congelados, como huevos de langosta. No obstante, si se libera alimento diariamente en el acuario para otras especies, no es necesaria su alimentación directa, es más, se podría sobre alimentarlos, lo que no suele acarrear buenas consecuencias. 
Con independencia del resto de niveles  de los parámetros comunes del acuario marino: salinidad, calcio, magnesio, dureza, etc., hay que mantener los fosfatos a cero y los nitratos a menos de 20 ppm. Algunos autores, con independencia de aditar oligoelementos (yodo, hierro, manganeso, etc.), recomiendan aditar estroncio hasta mantener un nivel de 10 ppm. Se recomienda cambios de agua semanales del 5% del volumen del acuario.